# Herbita malchusaria
Herbita malchusaria là một loài bướm đêm trong họ Geometridae.